# Divisionsartillerie
Als Divisionsartillerie werden die Artillerie-Truppenteile bezeichnet, die zu den Divisionstruppen gehören. Die Divisionsartillerie ist der Division ablauforganisatorisch unmittelbar unterstellt. Dies kann bereits im Frieden der Fall sein oder erst in Krise und Krieg erfolgen. Die Artilleriekräfte der der Division nachgeordneten Ebene ist die Brigadeartillerie, der übergeordneten Ebene die Korpsartillerie.

## Deutschland bis Ende des 2. Weltkrieges

### Bis 1873
Die Aufteilung des Heeres in Divisionen erfolgte erstmals durch die Franzosen in der Zeit ab etwa 1793/4, also seit den Revolutionskriegen. Die Division hatte ursprünglich noch keine eigene Artillerie, die Artillerie war Teil der Korpstruppen.
Dies galt in deutschen Heeren auch noch bis zum Deutsch-Französischen Krieg 1870/1. Es war indessen 1870 bereits üblich, einzelnen Infanterie-Divisionen Abteilungen der Korpsartillerie vorübergehend -auch für längere Zeitabschnitte- zuzuteilen.

### 1874 bis 1914
1874 wurde die Feldartillerie reorganisiert: Aus dem bisherigen Feldartillerie-Regiment eines jeden Korps wurde eine Feldartillerie-Brigade zu zwei Feldartillerie-Regimentern zu je drei Abteilungen gebildet. Diese Feldartillerie-Brigade unterstand zwar weiterhin dem Korps, indessen war für den Kriegsfall vorgesehen, jeder der zwei Infanterie-Divisionen des Korps ein Feldartillerie-Regiment zuzuteilen. Die Feldartillerie-Regimenter wuchsen in der Folgezeit von drei auf vier Abteilungen, sie wurden 1899 erneut derart geteilt, dass jedes Feldartillerie-Regiment halbiert wurde und damit zwei Feldartillerie-Regimenter zu üblicherweise zwei Abteilungen bildete, die beiden Feldartillerie-Regimenter wurden zu einer Feldartillerie-Brigade zusammengeschlossen. Diese Brigade war jetzt der Infanterie-Division auch im Frieden unterstellt und trug die Nummer der Division, der sie unterstellt war.

### Im Ersten Weltkrieg
Mit dieser Gliederung zog das deutsche Heer in den Ersten Weltkrieg, wobei die bei Kriegsbeginn aufgestellten Reserve-Divisionen nur ein Feldartillerie-Regiment zu zwei Abteilungen erhielten. In der Folgezeit wurden neue Divisionen aufgestellt, die ebenfalls meist nur ein Feldartillerie-Regiment erhielten, dessen Batterien meist nur vier (statt bisher sechs) Geschütze hatten. Ab August 1916 unter der Dritten O.H.L. war man bemüht, die Gliederungen der Divisionen zu vereinheitlichen: Jeder Infanterie-Division sollte jetzt ein Feldartillerie-Regiment zu drei Abteilungen, davon eine mit der 7,7-cm-Feldkanone 16, eine mit der 7,7-cm-Feldkanone 96 n. A. und eine mit leichten Feldhaubitzen, die Abteilungen zu drei Batterien, die Batterie zu vier Geschützen, unterstellt sein. Ab Ende 1917 wurde meist den Divisionen zumindest der Westfront noch ein Fußartillerie-Bataillon zugeteilt (nicht unterstellt), das aus zwei Batterien zu je 4 schweren Feldhaubitzen und einer Batterie zu vier 10-cm-Kanonen bestand.

### Kavallerie-Divisionen bis 1918
Den Kavallerie-Divisionen wurden im Krieg 1870/1 in der Regel 1–2 Batterien aus der Korpsartillerie zugeteilt. Bei Kriegsausbruch 1914 erhielt jede der 11 bei Kriegsbeginn aufgestellten Kavallerie-Divisionen eine sog. „Reitende Artillerie-Abteilung“ (zu je drei Batterien zu je 4 Geschützen) unterstellt. Diese reitenden Abteilungen waren schon im Frieden als dritte Abteilungen bei einzelnen Feldartillerie-Regimentern vorhanden. Die Mannschaften waren alle beritten, die Geschütze hatten zur Gewichtserleichterung keine Schutzschilde. Sofern die Kavallerie-Divisionen im Laufe des Krieges in Kavallerie-Schützen-Divisionen umgebildet wurden, erhielten sie ein Feldartillerie-Regiment wie jede Infanterie-Division.

### 1919 bis 1945
Als Folge des Versailler Vertrages war Deutschland der Besitz schwerer Artillerie verboten. Die Artillerie der 7 gestatteten Infanterie-Divisionen umfasste daher ein Artillerie-Regiment zu drei Abteilungen zu drei Batterien (ausgerüstet wie zuletzt im Ersten Weltkrieg), dazu eine Ausbildungsbatterie. Drei Artillerie-Regimenter hatten eine weitere reitende Abteilung zu drei Batterien, die bei Mobilmachung je einer der drei erlaubten Kavallerie-Divisionen unterstellt werden sollte. Ähnlich gliederte sich auch die Divisionsartillerie der Wehrmacht, wobei allerdings die noch vorhandenen Feldkanonen durch die neue 10,5-cm-leichte Feldhaubitze 18 ersetzt wurden. Zusätzlich erhielt jedes Artillerieregiment einer Infanterie-Division bei Mobilmachung eine IV. als schwere Abteilung, üblicherweise ausgestattet mit der 15-cm-schwere Feldhaubitze 18. Mit Schwankungen (später zeitweise drei statt vier Geschütze etc.) blieb diese Ausstattung der Divisionsartillerie bis 1945 gleich, wobei allerdings gegen Ende des Krieges Soll und Ist häufig sehr weit auseinanderklafften.
Abweichende Sollgliederungen hatte im Zweiten Weltkrieg die Divisionsartillerie der Gebirgs-, Panzer- und Kavalleriedivisionen: Hier würde die Aufzählung der Besonderheiten den Rahmen dieses Artikels sprengen, es muss auf weiterführende Literatur verwiesen werden.

## Bundeswehr

### Kalter Krieg
Im Heer der deutschen Bundeswehr bestand die Divisionsartillerie in der Heeresstruktur 4 je Division aus grundsätzlich einem Artillerieregiment (gleiche Nummer wie die Division), das jeweils ein Feldartilleriebataillon (Nummer der Division und Endziffer 1), ein Raketenartilleriebataillon (Endziffer 2) ein Beobachtungsbataillon (Endziffer 3), eine Begleitbatterie und ggf. eine selbständige Drohnenbatterie führte. Beispielsweise waren dem Artillerieregiment 12 das Feldartilleriebataillon 121, Raketenartilleriebataillon 122, das Beobachtungsbataillon 123, die Drohnenbatterie 12 und die Begleitbatterie 12 unterstellt. Die Brigadeartilleriebataillone trugen grundsätzlich die Nummer der Brigade und die Endziffer 5 (z. B. Panzerartilleriebataillon 215 der Panzerbrigade 21).
Mit der Divisionsartillerie konnte der Divisionskommandeur vor allem den Kampf mit Feuer führen, d. h. wichtige Ziele in der Tiefe des Raumes mit den weitreichenden Haubitzen und Raketenwerfern bekämpfen. Mit der aufklärenden Artillerie konnten diese Ziele aufgeklärt oder allgemeine Lageaufklärung betrieben werden. Die Divisionsartillerie konnte auch für die (unmittelbare) Feuerunterstützung der Kampftruppen eingesetzt werden, meist bei den im Schwerpunkt eingesetzten Truppenteilen und damit den Hauptauftrag der Brigadeartillerie unterstützen.
Die Divisionsartillerie hatte auch den Auftrag, Sondermunition zur Wirkung zu bringen. Dafür wurden die Truppenteile speziell ausgebildet. Der Einsatz von Sondermunition bei der Brigadeartillerie war nicht vorgesehen. Die Begleitbatterien sollten die Sondermunition sichern.

### Heute
Heute gibt es noch vier aktive Artilleriebataillone in der Bundeswehr. Das Artillerielehrbataillon 325 ist der 1. Panzerdivision unterstellt, das Artilleriebataillon 131 und das Artillerielehrbataillon 345 der 10. Panzerdivision (Bundeswehr). Nur noch das Artilleriebataillon 295 ist ein Brigadeartilleriebataillon und der Deutsch-Französischen Brigade unterstellt.